# Strychnos nigritana
Strychnos nigritana är en tvåhjärtbladig växtart som beskrevs av John Gilbert Baker. Strychnos nigritana ingår i släktet Strychnos och familjen Loganiaceae. Inga underarter finns listade i Catalogue of Life.